# اومه (کومونه)
اومه (به ایتالیایی: Ome) یک کومونه در ایتالیا است که در استان برشا واقع شده‌است. اومه ۹ کیلومتر مربع مساحت و ۳٬۲۶۴ نفر جمعیت دارد.